# Mniadelphus microcarpus
Mniadelphus microcarpus là một loài Rêu trong họ Hookeriaceae. Loài này được (Hedw.) Müll. Hal. mô tả khoa học đầu tiên năm 1848.